# ترلتون
ترلتون (به انگلیسی: Thurlton) یک روستا و محله مدنی در بریتانیا است که در South Norfolk واقع شده‌است. ترلتون ۵٫۲۲ کیلومتر مربع مساحت و ۷۷۹ نفر جمعیت دارد.